# Wirtschaftszahlen zum Automobil/Island
Dies ist eine Unterseite des Artikels Wirtschaftszahlen zum Automobil. Sie enthält Wirtschaftszahlen Islands.

## PKW-Modellreihen mit den meisten Neuzulassungen
| Island | Modellreihe         | Anzahl |
| ------ | ------------------- | ------ |
| 1      | Toyota Corolla      | 972    |
| 2      | Toyota Yaris        | 969    |
| 3      | Toyota Land Cruiser | 962    |
| 4      | Škoda Octavia       | 831    |
| 5      | Toyota Avensis      | 569    |
| 6      | Toyota RAV4         | 545    |
| 7      | Honda CR-V          | 538    |
| 8      | Subaru Legacy       | 492    |
| 9      | Suzuki Grand Vitara | 457    |
| 10     | VW Golf             | 453    |
|        | Sonstige            | 11.270 |
|        | Gesamt              | 18.058 |

| Island | Modellreihe             | Anzahl |
| ------ | ----------------------- | ------ |
| 1      | Toyota Yaris            | 1.187  |
| 2      | Toyota Corolla          | 972    |
| 3      | Škoda Octavia           | 820    |
| 4      | Toyota Land Cruiser 120 | 784    |
| 5      | Toyota RAV4             | 610    |
| 6      | Toyota Avensis          | 501    |
| 7      | Hyundai Santa Fe        | 461    |
| 8      | Subaru Legacy           | 442    |
| 9      | Honda CR-V              | 410    |
| 10     | VW Golf                 | 368    |
|        | Sonstige                | 10.572 |
|        | Gesamt                  | 17.127 |

| Island | Modellreihe             | Anzahl |
| ------ | ----------------------- | ------ |
| 1      | Toyota Yaris            | 938    |
| 2      | Škoda Octavia           | 816    |
| 3      | Toyota Land Cruiser 120 | 635    |
| 4      | Toyota Corolla          | 527    |
| 5      | Honda CR-V              | 501    |
| 6      | Subaru Legacy           | 472    |
| 7      | Toyota Auris            | 454    |
| 8      | VW Golf                 | 379    |
| 9      | Toyota RAV4             | 373    |
| 10     | Toyota Avensis          | 364    |
|        | Sonstige                | 10.485 |
|        | Gesamt                  | 15.944 |

| Island | Modellreihe             | Anzahl |
| ------ | ----------------------- | ------ |
| 1      | Toyota Land Cruiser 120 | 485    |
| 2      | Toyota Yaris            | 478    |
| 3      | Škoda Octavia           | 410    |
| 4      | Toyota Auris            | 289    |
| 5      | Toyota RAV4             | 280    |
| 6      | Subaru Legacy           | 255    |
| 7      | Toyota Land Cruiser 200 | 201    |
| 8      | Suzuki Grand Vitara     | 193    |
| 9      | Honda CR-V              | 188    |
| 10     | Hyundai Getz            | 173    |
|        | Sonstige                | 6.073  |
|        | Gesamt                  | 9.025  |

| Island | Modellreihe             | Anzahl |
| ------ | ----------------------- | ------ |
| 1      | Suzuki Swift            | 151    |
| 2      | Subaru Legacy           | 137    |
| 3      | Suzuki Grand Vitara     | 115    |
| 4      | Toyota Land Cruiser 120 | 97     |
| 5      | Honda CR-V              | 86     |
| 6      | Toyota Auris            | 63     |
| 7      | Toyota Yaris            | 62     |
| 8      | Subaru Forester         | 61     |
| 9      | Nissan Patrol GR        | 56     |
| 10     | Hyundai Santa Fe        | 55     |
| 10     | Toyota Corolla          | 55     |
|        | Sonstige                | 1.328  |
|        | Gesamt                  | 2.211  |

| Island | Modellreihe             | Anzahl |
| ------ | ----------------------- | ------ |
| 1      | VW Polo                 | 233    |
| 2      | Suzuki Grand Vitara     | 201    |
| 3      | Toyota Yaris            | 194    |
| 4      | Hyundai i30             | 169    |
| 5      | Škoda Octavia           | 167    |
| 6      | Suzuki Swift            | 165    |
| 7      | Toyota Land Cruiser 150 | 122    |
| 8      | Honda CR-V              | 98     |
| 9      | Chevrolet Spark         | 97     |
| 9      | VW Golf                 | 97     |
|        | Sonstige                | 1.552  |
|        | Gesamt                  | 3.095  |

| Island | Modellreihe             | Anzahl |
| ------ | ----------------------- | ------ |
| 1      | Škoda Octavia           | 308    |
| 2      | Suzuki Grand Vitara     | 285    |
| 3      | VW Polo                 | 284    |
| 4      | Toyota Land Cruiser 150 | 213    |
| 4      | Toyota Yaris            | 213    |
| 6      | Toyota Auris            | 154    |
| 7      | Suzuki Swift            | 153    |
| 8      | Chevrolet Spark         | 148    |
| 9      | VW Golf                 | 147    |
| 10     | Honda CR-V              | 140    |
|        | Sonstige                | 3.009  |
|        | Gesamt                  | 5.054  |